# 케이시 코프홀드
케이시 코프홀드(영어: Casey Kaufhold, 영어 발음: /ˈkeɪ̯s.i ˈkɔːf.hoʊ̯ld/, 2004년 3월 6일~)는 미국의 양궁 선수이다. 미국 리커브 양궁 국가대표 선수로 활동하고 있으며 2020년 하계 올림픽에 참가했다.

## 경력
2004년 펜실베이니아주 랭커스터에서 태어났다. 아버지인 로버트는 양궁 선수 출신 지도자로 미국 대표팀 감독을 지냈으며 오빠인 코너도 양궁 선수로 활동했다.
2018년 14세의 나이로 미국 국가대표로 발탁되었으며 그 해 11월 룩셈부르크에서 열린 GT 오픈 국제 양궁 대회에 출전했다. 그녀는 이 대회에서 네덜란드의 가브리엘라 슬루서르를 꺾고 대회 우승을 차지했다. 이후 2019년에 월드컵과 세계 선수권 대회에 처음 출전했으며 2019년 팬아메리칸 게임에 참가하여 금메달 2개, 동메달 1개를 획득했다.
2021년에는 도쿄에서 열린 2020년 하계 올림픽에 미국 국가대표로 참가했다. 그해 세계선수권에서 개인전 은메달을 획득하였다.
2024년 하계 올림픽에 참가해 혼성 단체전에서 동메달을 획득하였다.